# Сабуров, Борис Александрович
Бори́с Алекса́ндрович Сабу́ров (21 февраля 1912, Екатеринбург — 10 июля 1992, Мариуполь) — советский актёр театра и кино. Заслуженный артист Узбекской ССР (1950), Народный артист Украинской ССР (1960).

## Биография
Родился 21 февраля 1912 года в Екатеринбурге. Семилетнюю школу окончил в Тюмени, после окончания школы сменил множество занятий: работал на судоверфи, на спичечной фабрике, учился живописи, был конюхом.
В 1928 году по комсомольскому призыву поехал на строительство Магнитогорского металлургического комбината, строил там первую комсомольскую домну и коксовые печи, работал газовщиком. После рабочего дня участвовал в агитбригаде «Синяя блуза», играл в различных сценках. Вскоре завод направил Сабурова в Театр рабочей молодежи (ТРАМ), там его заметили и пригласили во вспомогательный состав Магнитогорского драматического театра имени Пушкина.
В 1931 году состоялись первые выходы Бориса Александровича на сцену — в массовках, в эпизодах, потом первые роли в основном составе актеров. В постановках пьес А. Островского — роли Кулигина («Гроза») и Аркашки Счастливцева («Лес»).
В 1939 году Сабуров переехал в Алма-Ату. А в сороковые годы Борис Александрович уже играл в Ташкентском драмтеатре, где встретился с Арсением Григорьевичем Ридалем, одаренным режиссером и разносторонне образованным человеком, музыкантом, композитором, врачом, который заметно поспособствовал раскрытию таланта Сабурова. В Ташкентском театре Борис Александрович играл самые разноплановые роли — от Тристана в «Собаке на сене» до Суворова в «Полководце Суворове».
В 1939—1964 годах Борис Александрович Сабуров был актёром театров Алма-Аты, Ташкента, Одессы, Усть-Каменогорска, Львова, Кишинёва, Николаева (1954—1964).
С 1964 года по 1992 год — артист Донецкого областного русского театра в Мариуполе.
Самыми заметными ролями в этом театре для Сабурова стали:
- дед Щукарь — «Поднятая целина»
- Христофор Блохин — «Сказки старого Арбата»
- Бог — «Святой и грешный» М. А. Ворфоломеева (1979)
- старик — «Характеры» по произведениям Василия Шукшина (1979)
- шут — «Король Лир»
- дядя Митя — «Любовь и голуби» А. К. Утеганова

В кино Сабуров впервые снялся на Одесской киностудии в 1958 году в фильме о шахтерах «Смена начинается в шесть». Всего за свою карьеру Борис Александрович сыграл примерно в 40 фильмах, зрителю он наиболее известен по ролям в картинах «Целуются зори» (сыграл главную роль — Егорыч), «Ледяная внучка» (дед Еремей), «Каждый вечер после работы» (учитель Иван Никанорович), «Дачная поездка сержанта Цыбули» (дьяк).
Ушел из жизни 10 июля 1992 года в Мариуполе. Похоронен на Старокрымском кладбище.

## Признание и награды
- Заслуженный артист Узбекской ССР (24.02.1950)[3]
- Лауреат Первой Украинской театральной весны (1958)[2]
- Народный артист Украинской ССР (1960)
- Орден Трудового Красного Знамени[1]
- Орден Дружбы Народов[1]

## Фильмография
1. 1958 — Смена начинается в шесть — Дмитрий Железняк
2. 1959 — Исправленному верить — дядя Миша Онищенко
3. 1960 — Им было девятнадцать — командир полка
4. 1962 — Мы, двое мужчин — председатель колхоза
5. 1962 — Чудак-человек — дед с индюками
6. 1970 — Мир хижинам, война дворцам — Максим Колиберда
7. 1973 — Каждый вечер после работы — Иван Никанорович (учитель)
8. 1973 — Старая крепость — Петро (1 сер.)
9. 1974 — Здравствуйте, доктор — Терентий (одинокий старик)
10. 1976 — Память земли
11. 1977 — Враги — отставной солдат Конь
12. 1977 — Красные дипкурьеры — делопроизводитель
13. 1978 — Целуются зори — Егорыч (Воробьев Егор Егорыч — главная роль)
14. 1978 — Шла собака по роялю — Макей Канарейкин (дедушка Тани и Вероники)
15. 1979 — Камертон — Григорий Сидорович
16. 1979 — Багряные берега — Андрей Коновчук
17. 1979 — Дачная поездка сержанта Цыбули — дьяк
18. 1979 — Звон уходящего лета — Ефремыч
19. 1979 — Ипподром — Борис Алексеевич Логинов (погибший наездник)
20. 1979 — Скрытая работа
21. 1980 — Ледяная внучка — дед Еремей
22. 1980 — Что там, за поворотом? — Терентий
23. 1981 — Долгий путь в лабиринте — дедуля на митинге (1-я серия)
24. 1981 — Яблоко на ладони — Кузя
25. 1981 — Честный, умный, неженатый… — Коробов
26. 1981 — Найди свой дом
27. 1982 — Сто первый — Елецкий (учитель пения)
28. 1983 — Зеленый фургон — доктор
29. 1983 — Миргород и его обитатели — сторож
30. 1983 — Экипаж машины боевой — дед-вдовец, в чьей хате укрылся танк
31. 1985 — Чудеса в Гарбузянах
32. 1989 — Хочу сделать признание — доктор
33. 1990 — Овраги — Ягорыч
34. 1992 — Паутина